# Widłoróg amerykański
Widłoróg amerykański, dawniej: widłoróg lub antylopa widłoroga (Antilocapra americana) – gatunek ssaka kopytnego, jedyny żyjący przedstawiciel rodzaju widłoróg (Antilocapra) i rodziny widłorogowatych zamieszkujący Amerykę Północną. Widłorogi amerykańskie są najszybszymi zwierzętami Ameryki Północnej – na krótkich dystansach (do 1,5 km) osiągają do 95 km/h wykonując przy tym skoki o długości do 6 metrów.

## Występowanie i biotop
Widłorogi amerykańskie występują od południowych części prowincji Alberta i Saskatchewan w Kanadzie przez zachodnie Stany Zjednoczone do zachodniej Sonory w Meksyku. Preferują rozległe, lekko pofałdowane tereny, porośnięte roślinnością typową dla prerii – trawą, której wysokość nie przekracza połowy metra. Część populacji występuje na obszarach, gdzie rosną także krzewy. Widłoróg amerykański żyje w dosyć suchym klimacie, gdzie roczna suma opadów jest niewystarczająca do wegetacji drzew.
Spotykane są od poziomu morza do 3353 m n.p.m. Stado zajmuje zazwyczaj obszar o powierzchni od 440 do 1200 ha.

## Charakterystyka

### Informacje ogólne
Wysokość w kłębie: 81-104 cm

Długość ciała: 100-157 cm
Długość rogów: samica – do 12 cm, samiec – do 25 cm
Masa ciała: samiec 45-60, samica 35-45 kg

Długość życia: w niewoli – do 12 lat

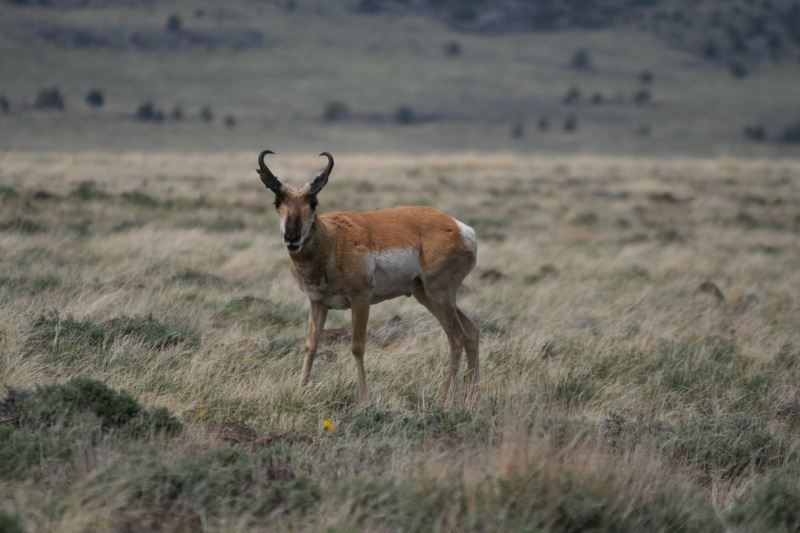
Samiec

Tułów jest pokryty gęstą, rudobrązową sierścią, a na głowie, zadzie, brzuchu, dwóch półksiężycach na szyi i wewnętrznych stronach kończyn – białą. Położone po bokach głowy oczy pozwalają na obserwowanie okolicy podczas posiłku, a długie, szczupłe kończyny umożliwiają szybką ucieczkę. Krótki ogon schowany jest w białej kępce włosów na zadzie nazywanej lustrem. Rogi zbudowane są z substancji budową przypominającej sierść, która rośnie na kostnym rdzeniu. Wierzchnia warstwa jest zrzucana raz do roku, po okresie godowym. Budowa ciała przystosowana do długotrwałego biegu. Mały żołądek i wątroba magazynująca duże ilości glikogenu sprawiają, że widłoróg przystosował się do dużego wysiłku. Zwierzęta te mogą przebyć kilka kilometrów, szybko biegnąc i wykonując długie skoki. Przeciętna prędkość w biegu wynosi 40 km/h, na krótkich dystansach nawet do 95 km/h.
Dymorfizm płciowy:
- samiec jest większy od samicy
- pysk samca jest ciemniejszy, a rogi dłuższe
- szyja u samców jest naznaczona ciemnymi plamami

## Tryb życia
Widłorogi amerykańskie są zwierzętami stadnymi, aktywnymi zarówno w dzień, jak i w nocy. Zimą osobniki zamieszkujące okolice górskie schodzą na niżej położone tereny, gdzie łatwiej znaleźć pokarm. Wiosną stada rozpraszają się, a latem samce zbierają wokół siebie samice z młodymi. Te, którym nie udało się znaleźć własnej grupy, tworzą osobne gromady. Jesienią widłorogi amerykańskie znowu łączą się w stada.

## Pokarm
Rodzaj zjadanego pokarmu jest zależny od pory roku i obszaru zajmowanego przez poszczególne stada. Latem jedzą rośliny zielne, oraz trawy, jesienią jagody, zimą podskubują gałązki krzewów i grzebią w śniegu w poszukiwaniu pożywienia. Co kilka dni przemieszczają się w inne miejsce, żeby żerować. Jeśli nie mają dostępu do zbiorników słodkiej wody odżywiają się zaopatrzonymi w nią roślinami.

## Rozmnażanie
Samice widłorogów amerykańskich osiągają dojrzałość płciową w wieku 10-12, a samce 15-16 miesięcy.
Latem samce zbierają wokół siebie grupy samic i znakują swój rewir moczem, odchodami i wydzieliną gruczołów skórnych, pozostawionymi na pniach, krzewach i brzegach strumieni. Kiedy obcy osobnik wkroczy na obszar należący do innego widłoroga amerykańskiego, odbywają się rytualne walki, a przegrany odchodzi.
Ciąża trwa od 250 do 252 dni. Na czas porodu samice oddalają się od stada. Na świat przychodzi 1, czasem 2 bardzo dobrze rozwinięte młode, ważące 2 – 4 kg, pokryte szarym, jedwabistym futrem. Trzy tygodnie spędzają ukryte w trawie. Matki karmią je mlekiem i za każdym razem starannie je wylizują oraz zjadają ich odchody. Dzięki takiej toalecie młode nie wydzielają zapachu, który mógłby zwabić drapieżniki. Po 3 tygodniach młode zaczynają skubać trawę, ale nadal pobierają mleko matki. Młode potrafią dobrze biegać, 4-dniowy widłoróg amerykański biegnie szybciej niż dorosły człowiek. Matki przyprowadzają młode do stada i od tego momentu opieka samic ogranicza się do karmienia.

## Podgatunki
- Antilocapra americana americana
- Antilocapra americana mexicana
- Antilocapra americana oregona
- Antilocapra americana peninsularis – widłoróg półwyspowy
- Antilocapra americana sonoriensis – widłoróg sonorski

## Ochrona
W pierwszej połowie XX wieku z powodu przekształcania prerii w tereny rolnicze populacja widłorogów wyraźnie się zmniejszyła. W tym czasie zakazano polowania na te zwierzęta i zaczęto ponownie osiedlać je na dawniej zajmowanych terenach, w wyniku czego wielu farmerów musiało opuścić swoje gospodarstwa. Symbolem ochrony środowiska w Kanadzie i Stanach Zjednoczonych stała się antylopa widłoroga.